# Leo Keyser
Leopold (Leo) Johann Edvard Freidrich Keyser, född 15 november 1868 i Darmstadt, Tyskland, död 24 december 1933 i Darmstadt, var en tysk grafiker.
Keyser studerade teckning för Hofmann-Zeitz vid Darmstadts storhertliga museets ritskola 1887–1889 och vid Kröhs målarskola. Under åren 1890–1895 begav han sig ut på studieresor till München, Florens och Stockholm. Under tiden i Sverige utförde han etsningen Naken kvinna blåser flöjt samt sex etsningar över Carl von Linnés staty, landskap och utsikter till Frithiof Holmgrens Linnéa  som utgavs 1891. Keyser är representerad vid Kungliga biblioteket med fem etsningar.